# Eublemma olmii
Eublemma olmii là một loài bướm đêm trong họ Erebidae.